# آرت استیونز
آرت استیونز (انگلیسی: Art Stevens؛ ۱ مهٔ ۱۹۱۵ – ۲۲ مهٔ ۲۰۰۷) پویانما، کارگردان، تهیه‌کننده و فیلم‌نامه‌نویس اهل ایالات متحده آمریکا بود. وی بین سال‌های ۱۹۳۹ تا ۱۹۸۳ میلادی فعالیت می‌کرد.